# Frederic Bartlett
Frederic Charles Bartlett (Stow-on-the-Wold, 20 oktober 1886 – Cambridge, 30 september 1969) was een Brits psycholoog. Hij werd vooral bekend werd door zijn onderzoek op het terrein van de experimentele psychologie. Hij studeerde aan het St John's College van de Universiteit van Cambridge.
Bartlett trachtte door middel van experimentele psychologische methoden inzicht te krijgen in onder meer problemen die kunnen ontstaan op plaatsen waar mensen moeten samenwerken. Een van zijn belangrijkste leerlingen was Donald Broadbent.
Hij schreef een boek getiteld Remembering (1932), waarin hij aantoonde dat mensen zich eerder zaken herinneren die passen binnen hun eigen kennissysteem en denkpatroon.